# シウダ・レアル・セントラル空港
シウダ・レアル・セントラル空港（Aeropuerto Central Ciudad Real) は、スペインのシウダ・レアルの南方約15kmに位置に存在した国際空港である。以前はドン・キホーテ空港（Aeropuerto Don Quijote）やマドリード・スール＝シウダ・レアル空港（Aeropuerto Madrid Sur-Ciudad Real）と呼ばれていたこともある。

## 経過

### 開港
開港は2008年12月。スペイン・バブル期に約10億ユーロ（約1227億円）もの費用をかけて建設されたこの空港は、スペインで初めて民間により運営された国際空港であり、スペインの無料高速道路であるアウトビアのA-43号線が隣接、また有料高速道路であるアウトピスタのAP-41号線も近い。また高速鉄道のAVEを利用する事により、マドリードやコルドバへは1時間以内、セビリアやマラガには2時間以内に到達することができるとされていたため、開港当初は混雑状態にあるマドリード＝バラハス空港の機能を補完することも期待されていた。

### 閉鎖
空港会社はマドリードを訪れる外国人を目当てにした格安航空会社を呼び込む計画で年間250万人の利用を見込んでいたが、バラハス国際空港が拡張されて増加需要を奪われてしまい、航空会社は採算が合わずに次々に撤退した。
2011年8月、唯一残っていたブエリング航空も2011年10月29日便を最後に撤退することを発表。
2012年4月、空港は閉鎖された。2013年には滑走路がボルボ・トラックのCM「The Epic Split」の撮影に使用された。

### 売却
2015年に、英国のほか中国などアジア諸国の投資家たちによりスペインで設立された投資家グループTzaneen Internationalが買収額として1万ユーロ（約130万円）を提示したが、商事裁判所が却下した。
2016年4月15日にスティーリャ・ラ・マンチャ州地裁はCR Internationalという企業に同空港を5620万ユーロ（約69億円）で売却したことを明らかにした。

### 活用
2020年、コロナ禍による影響を受けた航空会社のフライトの減少により使用されていない機材の駐機場所として利用されている。

## 設備
4000メートルの滑走路1本を有している。

## 運用

### 取扱量
2009年の年間利用者数は5万3557人、2010年は3万3520人。
貨物取扱量は2009年109万0000kg、2010年1100kgであった。

### 乗り入れていた航空会社
- ライアンエアー
- ブエリング航空